# Сміхов

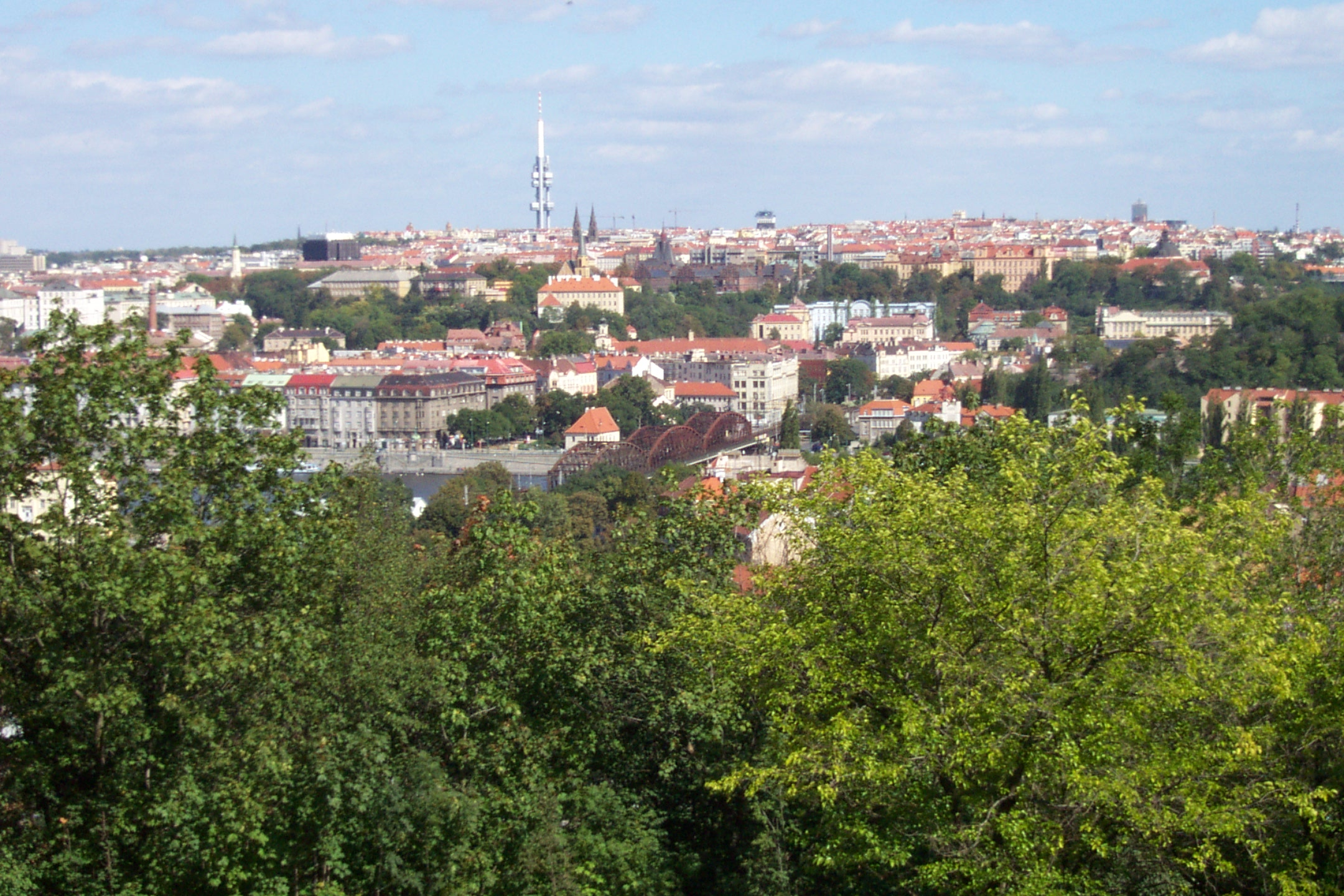
Погляд на Сміхов з пагорбу Паві (Paví vrch) у Парку Кінського (Kinského zahrada)

Смі́хов (чеськ. Smíchov) — один із історичних районів столиці Чехії міста Праги, розташований у його західній частині, прилеглій до середмістя.
Починаючи від 1838 року Сміхов мав статус передмістя, а у 1903—21 роках вважався самостійним містом.

## Загальні дані
Сміхов — це празький кадастровий квартал у складі міського адміністративного району Прага 5. Район розташований на лівому березі Влтави, на південному заході — з Радліце. Межує з такими кадастровими кварталами: на півночі — з Малою Страною, на півдні — з Глубочепами, на заході — з Мотолом. Із заходу Сміхов примикає до річки Влтави, до нього також приписаний влтавський острів Цісаржська лоука (чеськ. Císařská louka, «Цісарська лука»). На протилежному боці Влтави, тобто навпроти Сміхова — розташовані Нове Мєсто, Прага та Подолі (Поділ). 

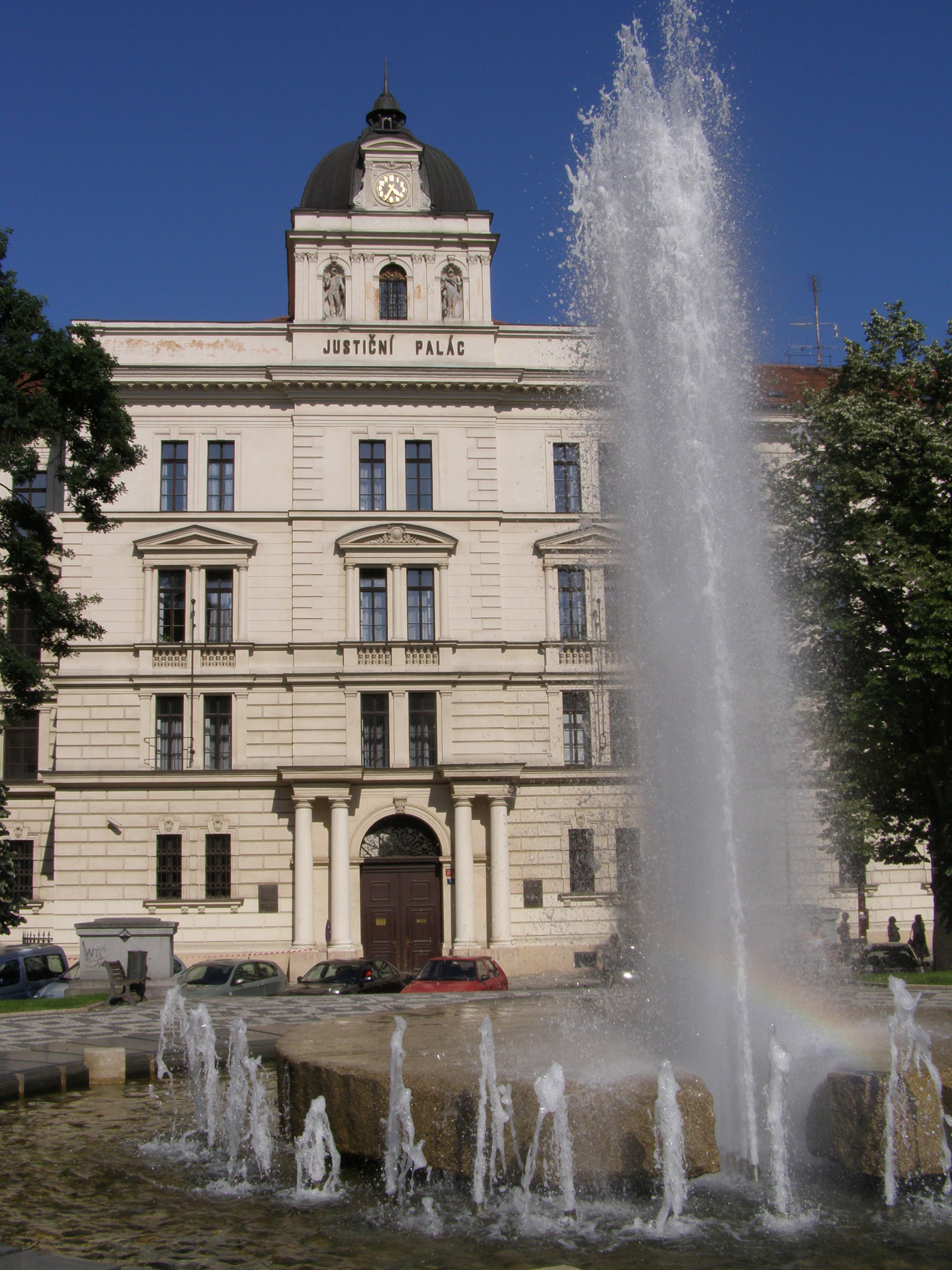
Фонтан перед Палацом юстиції на площі Кінських

Нині площа Сміхова становить 7,05 км², чисельність населення (станом на 2006 рік) — 36 165 осіб.
У Сміхові розташовані празькі площі — Андел (Anděl), 14 жовтня (14. října), Арбесова (Arbesovo náměstí) та площа Кінських.

## Історія
Про територію сучасного Сміхова літописи згадують ще до його власне виникнення. Збраславська хроніка (Zbraslavská kronika) описує бенкет на коронації чеського короля Вацлава II 1297 року, що відбувався са́ме тут. 
У 2-й половині XIV століття землями Сміхова володіли декілька церковних громад. У 1341 році тут придбав садибу Йоан Люксембурзький та заснував картезіанський монастир з костелом. Також садибу в Сміхові мав цистерціанський Пласький кляштор (Пласи, (Klášter Plasy). У той же час тут почали виникати виноградники і плантації хмелю.
Виникнення назви Сміхов у теперішній час достовірно пояснити доволі складно. За одним із переказів, земельну ділянку тут придбав Ян Сміховський, за іменем якого й назвали місцину. Вірогідним видається й пояснення, згідно з яким назва виникла за правління Карла IV. У 1386 році відбулося розмежування місцевих земельних наділів, й виникло поселення, в яке потягнулися люди з різних місць, і, таким чином, утворилось змішання народу. Так чи інакше, назва Сміхов уперше згадується під 1402-м роком.
Під час Гуситських війн картезіанський монастир був спалений, церковне майно конфісковано, а виноградники були продані празьким городянам. Рішенням короля Владислава II у 1497 році частину церковного майна було повернуто, однак більшість земель лишились у власності Старого Мєста, що володіло цією землею до 1622 року, коли Сміхов «за 700 кіп вівса» отримав граф Павел Міхна з Вацинова. Відбулося це так. Старе Мєсто, що було зобов'язане постачати овес до королівського двору, не спромоглося зібрати достатню його кількість й звернулося по допомогу до головного управляючого військовими складами Міхни з Вацинова, щоб той підсобив вівсом з королівських резервів, а за це старомєстські можновладці заклали весь Сміхов. Коли ж згодом вони відмовилися повертати борг Павлу Міхні, той залишив собі Сміхов.

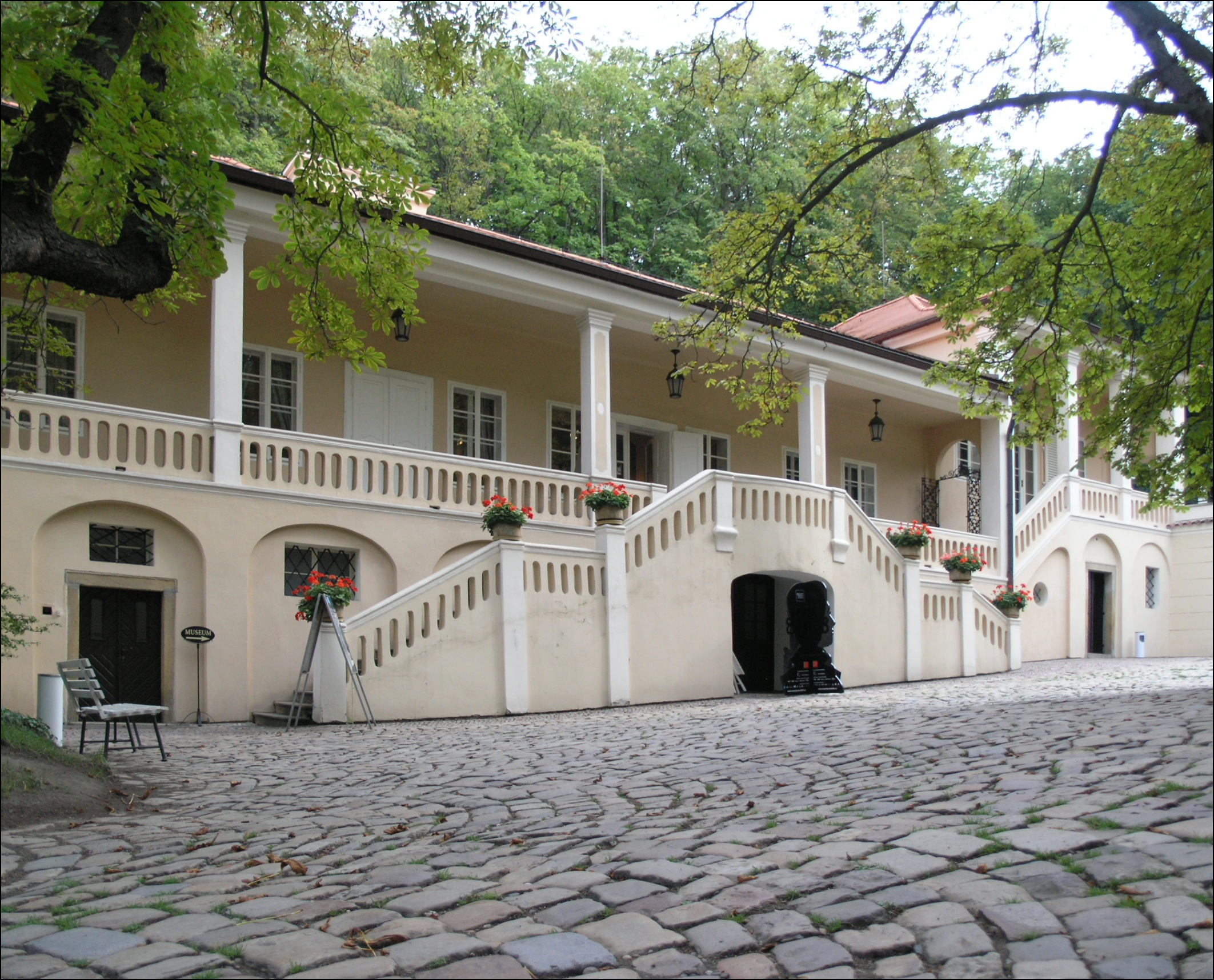
Вілла Бертрамка

Тридцятирічна війна сильно спустошила Сміхов, відтак усередині XVII століття тут стояв один-єдиний будинок. Землі й вціліле майно в 1684 році купили Шварценберги. Завдяки вдалому розташуванню поблизу з тодішньою Прагою дворянство почало засновувати в Сміхові літні палаци й садиби. Однією з найвідоміших стала вілла Бертрамка (Bertramka) — садиба подружжя Душкових, де наприкінці XVIII століття побував знаменитий австрійський композитор Вольфґанґ Амадей Моцарт.
Від середини XVIII століття в місцині почали з'являтися різноманітні мануфактури, зокрема 1816 року доволі значна ситценабивна фабрика. Згодом тут виникли хімічні виробництва, прядильна фабрика, підприємство з виготовлення обладнання для млинів, цукровий завод тощо. У 1852 році Франтішек Рінгхоффер (Ringhoffer) переместив сюди свої підприємства, що незабаром стали найбільшими в Австро-Угорщині у своїй галузі. У 1869 році була заснована Акціонерна пивоваренна компанія Старопрамен. Переважно промисловим Сміхов залишався аж до кінця XIX століття, після чого тут почала стрімко розвиватись торгівля.

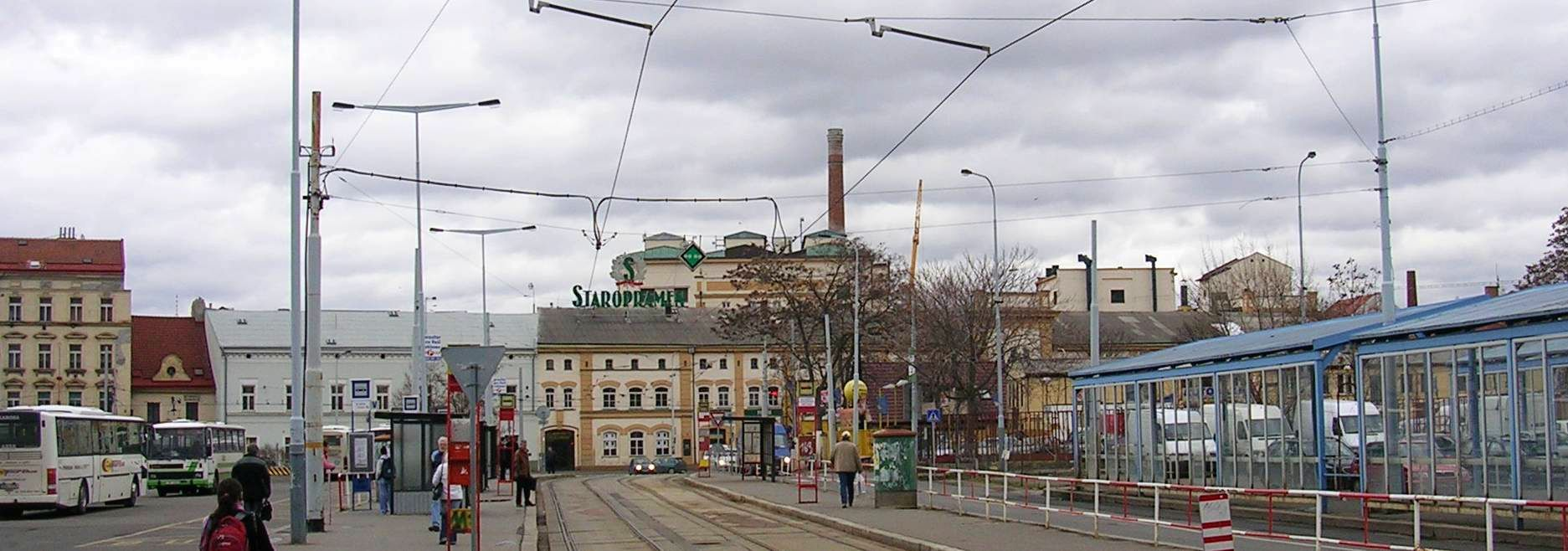
Броварня «Старопрамен» біля автостанції

Нарешті 22 лютого 1903 року Сміхов імператорським рішенням отримав статус міста. 21 січня 1904 року йому було присвоєно міський знак, практично ідентичний з тим, що використовувався починаючи від 1849-го, але бкз жодного, яи то державного, чи міністерського схвалення. 
У 1922 році згідно з Законом про Велику Прагу Сміхов був приєднаний до столичного імста Прага як частина нового міського округу Прага XVI.
Тривалий час Сміхов лишався здубільшого робітничим районом. Там розміщувались (і містяться в наш час) доволі відомі підприємства, такі як Старопрамен та ČKD (у 1990-х роках виробничі потужності були переведені до Злічіна).

## Головні об'єкти

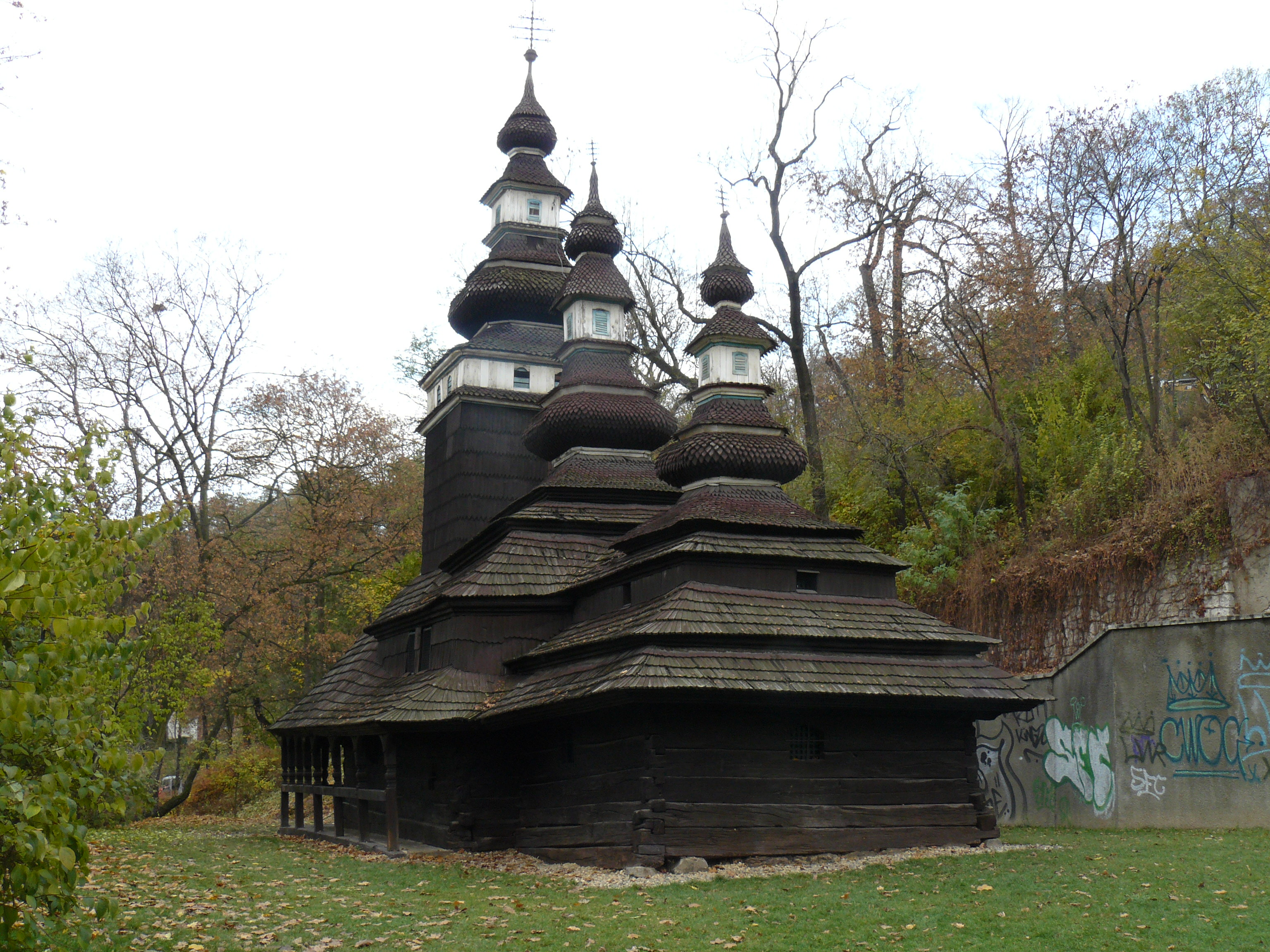
Українська дерев'яна церква св. Михайла

Цікавими історико-культурними об'єктами Сміхова є:
- вілла Душкових Бертрамка (Bertramka);
- парк Сакре-Кьор (чеськ. park Sacré Coeur;
- український закарпатський храм — церква святого Михайла (чеськ. Karpatský chrám svatého archanděla Michaela), що був споруджений у 2-й половині XVII століття у селі Великі Лучки (нині Мукачівського району Закарпатської області, Україна), і 1929 року розібраний, перевезений і знову поставлений у Парку Кінського[3];
- каплиця Найсвятішої Троїці «У Несипку» (чеськ. Kaple Nejsvětěšjší Trojice / U Nesypky);
- садиба Кінських (Letohrádek Kinských[cs]);
- парк Кінського (чеськ. Kinského zahrada);
- Сміховська синагога;
- Малостранський цвинтар;
- історична броварня «Пивовар Старопрамен» (чеськ. Pivovar Staropramen) на Вокзальній вулиці (чеськ. Ulice Nadražní), на якій було розпочато вироблення пива однойменної торговельної марки;
- пам'ятник Тарасові Шевченку (скульпт. В.І. Зноба та М.В. Зноба, арх. В. Дірова) — відкритий 25 березня 2009 року в ході державного візиту Президента України Віктора Ющенка на площі Кінських перед будівлею представництва ООН у Чехії.

## Транспорт

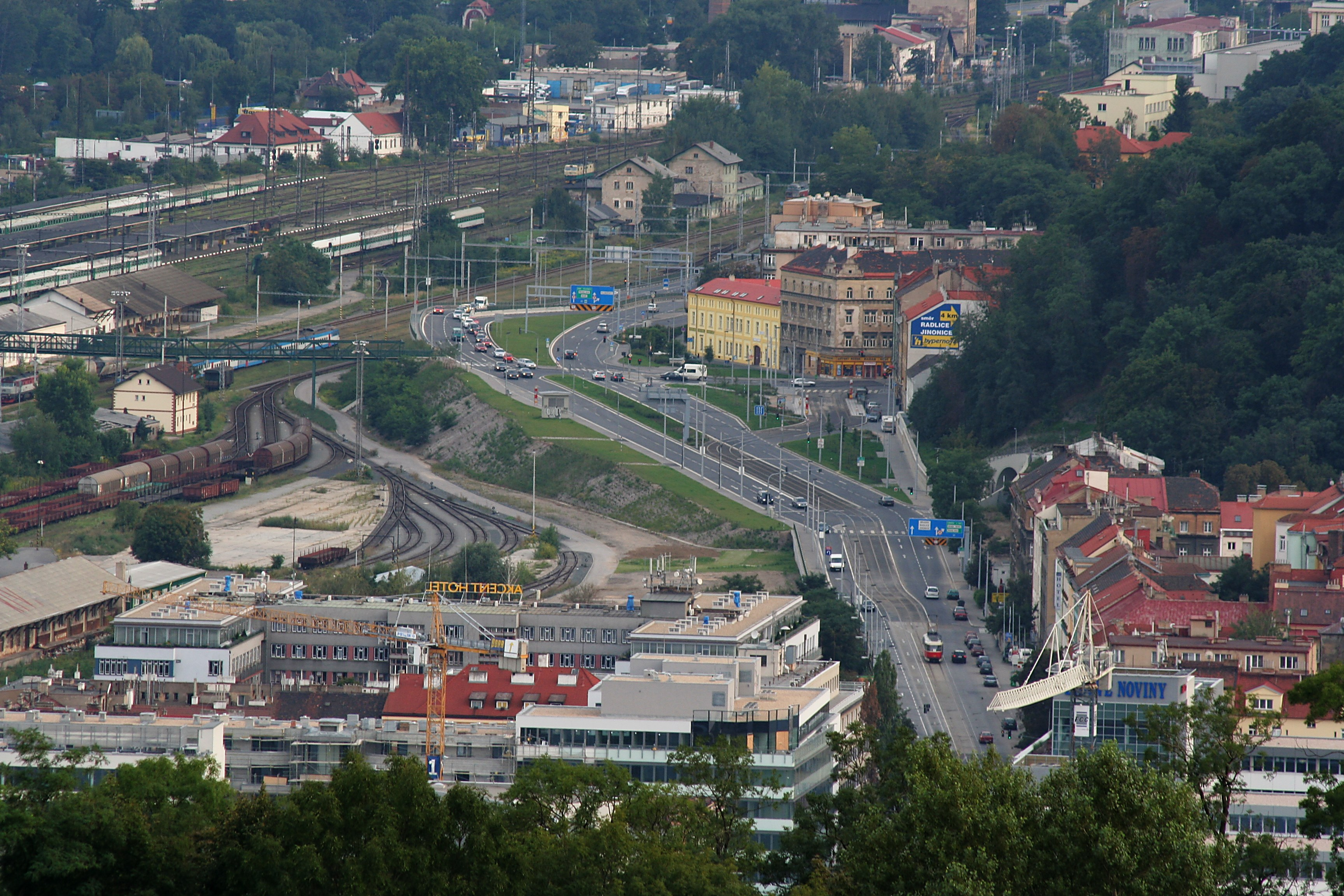
Сміхов є празьким транспортним вузлом.

Сміхов має важливе транспортне значення для Праги. Так, безпосередньо перед приєднанням Сміхова до Праги був побудований один з головних у теперішній час празьких залізничних вокзалів, що нині має назву «вокзал Прага-Сміхов» (чеськ. Nádraží Praha-Smíchov). Пішохідний перехід над вокзалом і коліями сполучає окремі частини Сміхова, розділені залізницею.
Біля броварні «Старопрамен» на вулиці На Книжеці (чеськ. Na Knížecí) розташована автобусна станція, звідки вирушають автобуси за маршрутами на південь і південний захід країни (наприклад, напрямки на Пісек, Пршибрам, Бероун, Пльзень, Рокицани, Страконице, Клатови, Сушице, Домажліце тощо). Приміські автобуси відправляються й від вокзалу «Прага-Сміхов».
Міський транспорт у Сміхові включає в себе дві станції Празького метра лінії B — Сміховське надражі (чеськ. Smíchovské nádraží «Сміховський вокзал») та Андел (чеськ. Anděl) з двома виходами — на ріг Андела й На Книжеці. На цьому розі також розташоване перехрестя трамвайних колій за напрямками Уєзд—Андел—Глубочепи—естакада на Баррандов (північ—південь) та площа Палацького—Андел—вулиця Пльзенська—Котларжка—Ржепи (схід-захід). Автостанція «Сміховський вокзал» і наступна «Лиховар» є центральними для автобусних маршрутів майже всього південного заходу і частково південного сходу (через Баррандовський міст) Праги.
Неподалік від Анделу розташовані також два автомобільних тунелі, що поєднуються, — Страговський (Strahovský) і Мразовка (Mrázovka).

## Виноски
1. ↑  archINFORM — 1994.
2. ↑  Český statistický úřad https://www.czso.cz/csu/czso/vysledky-scitani-2021-otevrena-data
3. ↑  Про храм на www.hrady.cz. Архів оригіналу за 22 грудня 2010. Процитовано 29 квітня 2010.